# ساشا ویرنی
ساشا ویرنی (زاده ۱۰ اوت ۱۹۱۹ - درگذشته ۱۵ مه ۱۰۰۱) فیلمبردار فرانسوی بود. او در بوآ لو روی، سن-ا-مارن، ایل-دو-فرانس متولد شد و در سن ۸۱ سالگی در پاریس درگذشت. او بیشتر به خاطر همکاری با آلن رنه (به ویژه برای فیلم‌های هیروشیما عشق من و سال گذشته در مارین‌باد) و پیتر گرینوی (فیلم‌های آشپز، دزد، همسرش و معشوقش و کتاب‌های پروسپرو) مشهور است.

## حرفه
آلن رنه و ویرنی از سال ۱۹۵۵ تا ۱۹۸۴ با هم ده فیلم ساختند که با فیلم شب و مه (به فرانسوی: Nuit et brouillard) شروع شد و با فیلم عشق تا مرگ به پایان رسید. او فیلمبردار منتخب فیلمساز بریتانیایی پیتر گرینوی بود و تقریباً تمام کارهایی را که گرینوی کارگردانی کرد، از جمله کارهای تلویزیونی‌اش را فیلمبرداری کرد. گرینوی همچنین از ویرنی به عنوان «مهمترین همکار» خود یاد کرده‌است.
ویرنی همچنین با کارگردانانی چون لوئیس بونوئل (زیبای روز)، رائول روئیز، پیر کاست، کریس مارکر و پل پاویو همکاری کرده‌است.

## فیلم‌شناسی (فیلم‌های بلند)
- مردی که گریست (۲۰۰۰)
- غرق کردن به ترتیب شماره (۱۹۸۸)
- زن هرجایی (۱۹۸۴)
- ناپدری (۱۹۸۱)
- عموی آمریکایی‌ام (۱۹۸۰)
- استاویسکی (۱۹۷۴)
- راهب (۱۹۷۲)
- خالکوبی (۱۹۶۸)
- زیبای روز (۱۹۶۷)
- موریل یا هنگام بازگشت (۱۹۶۳)
- سال گذشته در مارین‌باد (۱۹۶۱)
- هیروشیما عشق من (۱۹۵۹)
- شب و مه (۱۹۵۶)